# خامون خامون (فلم)
خامون خامون (بالإسبانية: Jamón Jamón) وهو فلم دراما كوميدي إسباني إنتاج سنة 1992، من إخراج بيغاس لونا وبطولة بينيلوب كروز وخافيير باردم وخوردي مويا وستيفانيا ساندريلي وآنا غاليينا وخوان دييغو وتوماس بينكو، الفلم يتكلم عن فتاة شابة اسمها سيلفيا وألتي تمثل دورها كروز.

## روابط خارجية
- مقالات تستعمل روابط فنية بلا صلة مع ويكي بيانات